# Wilhelm Büttner (Soldat)

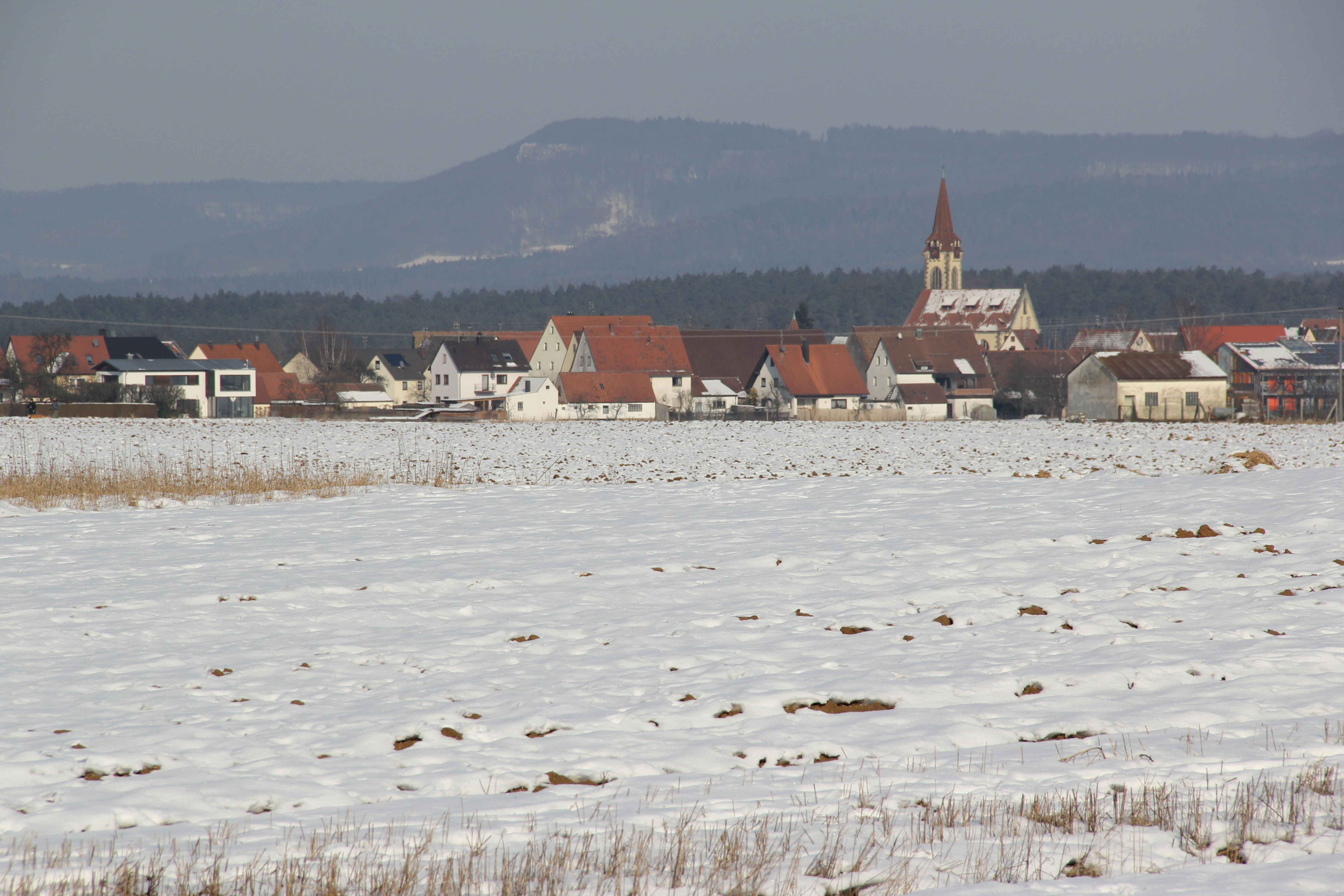
Schönberg (Lauf an der Pegnitz) Geburtsort von Wilhelm Büttner

Wilhelm Büttner (* 2. Januar 1887 in Schönberg; † nach 1920) war ein hochdekorierter deutscher Scharfschütze im Ersten Weltkrieg. Mit der Bayerischen Tapferkeitsmedaille in Silber wurde er mit der zweithöchsten Tapferkeitsauszeichnung Bayerns für Nicht-Offiziere ausgezeichnet.

## Kriegsdienst
Büttner war im Zivilen ein Forstassistent in Gessertshausen und daher vertraut mit dem Umgang mit Zielfernrohrgewehren. Er diente im Ersten Weltkrieg als Vizefeldwebel und Scharfschütze in der 7. Kompanie des bayr. Res.-Infanterie-Regiment Nr. 15. Er wehrte zusammen mit dem Gefreiten Lindner, mit ihren Zielfernrohrgewehren, am 11. April 1915 im Bois-La-Faux-Ferry einen französischen Angriff ab. Sie hielten ihre Stellung, obwohl sie unter massivem Feindbeschuss standen und die feindliche Infanterie sie zu umschließen versuchte. Büttner wurde mehrmals verwundet, u. a. am 15. April 1915 durch einen Streifschuss am Kopf und am 22. April 1915 am Bein.
Er geriet in französische Gefangenschaft, aus der er 1920 entlassen wurde.

## Auszeichnungen
- Verwundetenabzeichen

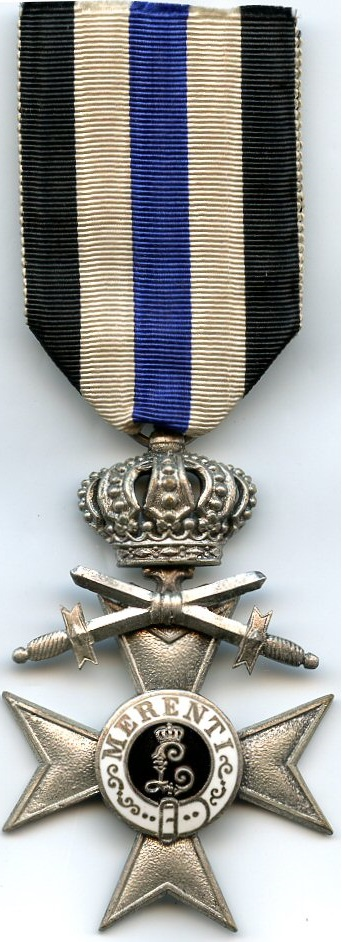
Militär-Verdienstkreuz

- Eisernes Kreuz 2. Klasse (6. November 1914)
- Bayerische Tapferkeitsmedaille in Silber (23. Juni 1915)
- Militärverdienstkreuz 2. Klasse mit Schwerter (24. April 1917)[2]